# Rhipidocephala signata
Rhipidocephala signata är en tvåvingeart som beskrevs av Hermann 1907. Rhipidocephala signata ingår i släktet Rhipidocephala och familjen rovflugor. Inga underarter finns listade i Catalogue of Life.